# Candace Hill
Candace Hill (ur. 11 lutego 1999) – amerykańska lekkoatletka, specjalizująca się w biegach sprinterskich.
20 czerwca 2015 roku przebiegła dystans 100 metrów w czasie 10,98, ustanawiając tym samym nowy nieoficjalny rekord świata juniorów młodszych.
W lipcu 2015 zdobyła złoty medal w biegach na 100 i 200 metrów podczas mistrzostw świata juniorów młodszych w Cali.
Stawała na podium mistrzostw USA.

## Osiągnięcia
| Rok  | Impreza                               | Miejsce   | Konkurencja             | Lokata     | Wynik |
| ---- | ------------------------------------- | --------- | ----------------------- | ---------- | ----- |
| 2015 | Mistrzostwa świata juniorów młodszych | Cali      | bieg na 100 metrów      | 1. miejsce | 11,08 |
| 2015 | Mistrzostwa świata juniorów młodszych | Cali      | bieg na 200 metrów      | 1. miejsce | 22,43 |
| 2016 | Mistrzostwa świata juniorów           | Bydgoszcz | bieg na 100 metrów      | 1. miejsce | 11,07 |
| 2016 | Mistrzostwa świata juniorów           | Bydgoszcz | sztafeta 4 x 100 metrów | 1. miejsce | 43,69 |

## Rekordy życiowe
- bieg na 60 metrów (hala) – 7,16 (13 lutego 2021, Nowy Jork)
- bieg na 100 metrów – 10,98 (20 czerwca 2015, Shoreline) nieoficjalny rekord świata juniorów młodszych
- bieg na 200 metrów – 22,43 (19 lipca 2015, Cali) nieoficjalny rekord świata juniorów młodszych